# Dino Butorac
Dino Butorac (Požega, 8. listopada 1990.) hrvatski profesionalni košarkaš koji je kroz karijeru nastupao za sljedeće klubove: KK Cedevita, HKK Široki, KK Jolly JBS,SBBK Södertälje Kings,Falco Szombathely, Plymouth Raiders i prošlu sezonu za KK Jazine Arbanasi i KK Kvarner 2010.
Prvi počeci, mlađe kadetske i kadetske lige bile su Hrvatskoj košarkaškoj akademiji te nešto kasnije za KK Fenix. Juniorski počeci bili su u KK Cedevita Zagreb ,2 godine juniorske lige i igranje B1/A2 lige za KK Mladost (‘druga ekipa KK Cedevite’), a kasnije potpisivanje prvog profesionalnog ugovora. Dvije godine iskustva igranja NLB liga i EuroChallenge i EuroCupa. Najveći uspjeh kluba tada je bio i 3. mjesto na EuroCup natjecanju u Trevisu 2011.
Slijedi posudba za HKK Široki u 2011.sezoni, gdje je te godine ostvaren veliki uspjeh. Osvojen je kup i prvenstvo te je klub bio blizu F4 turnira u ABA liga gdje su završili peti iza Budućnosti.
Na ljeto 2012., potpisao ugovor s KK Jolly JBS gdje je do tada bio ostvaren najveći uspjeh kluba, dolazak do polufinala prvenstva Hrvatske i poraz od kasnije prvaka KK Cibone.
SBBK Södertälje Kings je sljedeća stanica u karijeri, gdje se je zadržao dvije sezone. Dva osvojena prvenstva i igranje u EuroChallenge još jedno veliko iskustvo, najviše druge sezone gdje je imao jednu od ključnih uloga u ekipi s 15 poena u prosjeku u playoffu Švedskog prvenstva.
Sljedeću godinu put je vodio u Mađarsku i potpis za Falco Szombathely. Igranje Europske lige i domaćeg prvenstva na prosjecima od 10.6 p, 3 reb, 2.5 ass. Sezona je završena u Engleskom klubu Plymouth Raiders.
Sezona 2016/2017 je igrao za klubove KK Jazine Arbanasi i KK Kvarner 2010.

## Vanjske poveznice
- (eng.) Eurobasket